# 鬼之子小綱
鬼之子小綱（鬼の子小綱、おにのこ こづな）是主要在東北地方流傳的日本民話。小綱是物語中登場的食人鬼（父）和人類（母）的半鬼半人之子，因地域不同，也有「片子」之稱。也可分類為「逃竄譚」或「異類婚姻譚」。

## 物語
因地域不同，內容也有差異，但大致上是以下的內容。
鬼擄走某家的女兒（或妻子）做妻子，男性親人（或丈夫）前來鬼島，女性已有一個身體一半是鬼、一半是人的兒子，男性帶她和兒子逃離鬼島。但是，隨著鬼之子成長，產生諸多問題（自覺無法壓抑食人的衝動），所以，無法和人類共同生活，被趕出村子。

### 之後
- 在岩手縣遠野市，鬼之子想吃人，因此請人將自己燒死，化成灰，之後灰化成蚊子，所以，蚊子至今仍會吃人[3]。

- 在宮城縣仙台市，鬼之子稱為「片子」，右半身是鬼、左半身是人，從櫸木跳落而死[4]。

- 在宮城縣登米郡，鬼之子稱為「片」，無法在日本生活，回到父親身邊。

- 在山形縣新庄市，老人預想鬼會追來，說服母親，將片子殺死。一說是片子自願犧牲自己[5]。

- 在奄美大島，鬼之子無法和人類共同生活，投海自盡。

## 脚注
1. 1 2 3  古川 2016，第98-128頁.
2. ↑  大塚 2010，第130頁.
3. ↑  古川 2016，第99-100頁.
4. ↑  古川 2016，第109-110頁.
5. ↑  古川 2016，第111頁.

## 關連項目
- 鬼 (日本)
- 异类婚姻谭